# Acheilognathus deignani
Acheilognathus deignani là loài cá thuộc họ Cá chép. Đây là một loài động vật đặc hữu của miền bắc Việt Nam. Loài này dài tối đa lên đến 5,2 cm.